# Лінчепінг (жіночий футбольний клуб)
Футбольний клуб «Лінчепінг» (швед. Linköpings Fotboll Club) — шведський жіночий футбольний клуб з одноіменного міста Лінчепінг. Команда утворилася у 2003 році після переходу футбольного клубу «Кенті» до системи чоловічого хокейного клубу «Лінчепінг». Виступає у вищому дивізіоні Швеції.

## Історія
У 2004 році «Лінчепінг» закінчив свій перший рік у жіночому Прем'єр-дивізіоні на шостому місці. У наступні два сезони клуб значно покращив свої результати, посівши четверте місце у 2005 році та третє місце в 2006 році.
Клуб також вперше виграв Кубок Швеції (Svenska Cupen), обігравши у фіналі «Умео ІК» з рахунком 3–2. 

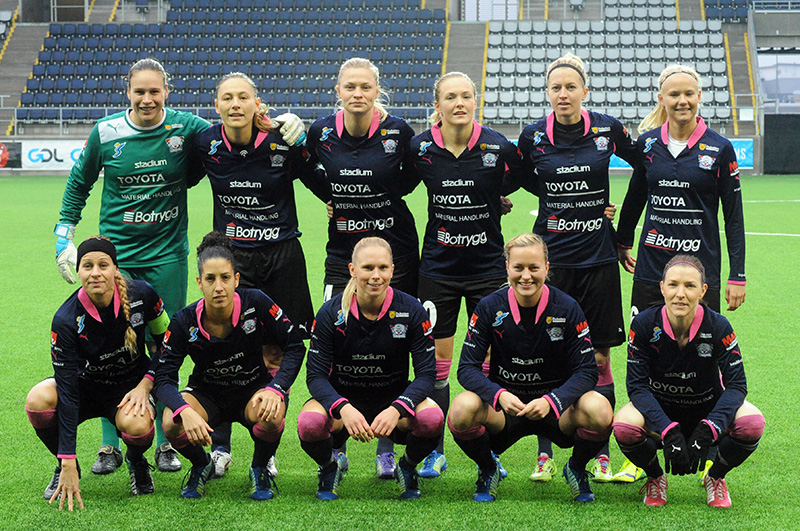
«Лінчепінг» в матчі Ліги Чемпіонів УЄФА у 2014 році

У 2008 році «Лінчепінг» тривалий час лідирував в турнирній таблиці, але все ж в кінці сезону фінішував лише на другому місці. У 2009 году команда здобула свої перші золоті медалі шведського жіночого чемпіонату.

## Досягнення
- Damallsvenskan
  - Чемпіон (3): 2009, 2016, 2017
- Svenska Cupen
  - Володар (5): 2006, 2008, 2009, 2014, 2015

## Виступи у єврокубках
У всіх результатах (на виїзді, вдома та загальні результати) спочатку вказується голи «Лінчепінга»
| Сезон     | Турнір              | Раунд                   | Клуб            | Гостьова гра | Домашня гра | Загальний |
| --------- | ------------------- | ----------------------- | --------------- | ------------ | ----------- | --------- |
| 2009–2010 | Ліга чемпіонів УЄФА | Кваліфікаційний раунд   | Рома Кальфа     | –            | 11–0        | –         |
| 2009–2010 | Ліга чемпіонів УЄФА | Кваліфікаційний раунд   | Гленторан       | –            | 3–0         | –         |
| 2009–2010 | Ліга чемпіонів УЄФА | Кваліфікаційний раунд   | Клужана         | –            | 6–0         | –         |
| 2009–2010 | Ліга чемпіонів УЄФА | 1/16 фіналу             | Цюріх           | 2–0          | 3–0         | 5–0       |
| 2009–2010 | Ліга чемпіонів УЄФА | 1/8 фіналу              | Дуйсбург        | 1–1          | 0–2         | 1–3       |
| 2010–2011 | Ліга чемпіонів УЄФА | 1/16 фіналу             | КРКА Ново Место | 7–0          | 5–0         | 12–0      |
| 2010–2011 | Ліга чемпіонів УЄФА | 1/8 фіналу              | Спарта Прага    | 1–0          | 2–0         | 3–0       |
| 2010–2011 | Ліга чемпіонів УЄФА | Чвертьфінал             | Арсенал         | 1–1          | 2–2         | 3–3 (г)   |
| 2014–2015 | Ліга чемпіонів УЄФА | 1/16 фіналу             | Ліверпуль       | 1–2          | 3–0         | 4–2       |
| 2014–2015 | Ліга чемпіонів УЄФА | 1/8 фіналу              | Звєзда Перм     | 0–3          | 5–0         | 5–3       |
| 2014–2015 | Ліга чемпіонів УЄФА | 1/4 фіналу              | Брондбю         | 1–1          | 0–1         | 1–2       |
| 2017–2018 | Ліга чемпіонів УЄФА | 1/16 фіналу             | Аполлон         | 1–0          | 3–0         | 4–0       |
| 2017–2018 | Ліга чемпіонів УЄФА | 1/8 фіналу              | Спарта Прага    | 1–1          | 3–0         | 4–1       |
| 2017–2018 | Ліга чемпіонів УЄФА | 1/4 фіналу              | Манчестер Сіті  | 0–2          | 3–5         | 3–7       |
| 2018–2019 | Ліга чемпіонів УЄФА | 1/16 фіналу             | Житлобуд-1      | 6–1          | 4–0         | 10–1      |
| 2018–2019 | Ліга чемпіонів УЄФА | 1/8 фіналу              | ПСЖ             | 2–3          | 0–2         | 2–5       |
| 2023–2024 | Ліга чемпіонів УЄФА | Кваліфікаційний раунд 1 | Кривбас         | 3–0          | 3–0         | 3–0       |
| 2023–2024 | Ліга чемпіонів УЄФА | Кваліфікаційний раунд 1 | Арсенал         | 0–3          | 0–3         | 0–3       |
| 2024–2025 | Ліга чемпіонів УЄФА | Кваліфікаційний раунд 1 | Фірст Відень    | 8–0          | 8–0         | 8–0       |
| 2024–2025 | Ліга чемпіонів УЄФА | Кваліфікаційний раунд 1 | Спарта Прага    | 1–3 (дч)     | 1–3 (дч)    | 1–3 (дч)  |